# Chiesa di San Filippo Neri (Roma)
San Filippo Neri è una chiesa sconsacrata di Roma, importante per ragioni storiche e artistiche. La chiesa, affacciata su via Giulia, fu costruita in epoca barocca. San Filippo avrebbe dovuto essere demolita insieme al quartiere circostante alla fine degli anni '30 del novecento, ma a causa dell'inizio della seconda guerra mondiale la demolizione venne interrotta. Sconsacrato e abbandonato, l'edificio è stato restaurato nel 2000, ma ha mantenuto un uso profano e non è visitabile. 

## Ubicazione

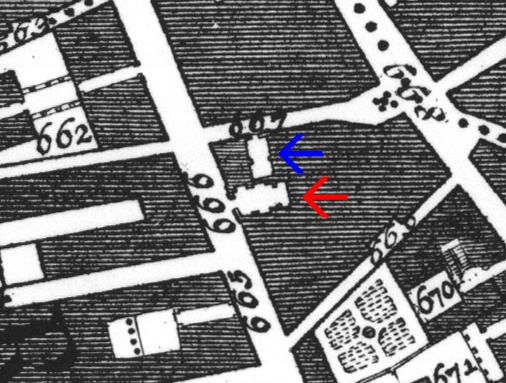
San Filippo Neri (freccia rossa) e il suo Oratorio (freccia blu) nel loro contesto originale nella mappa di Roma di Giambattista Nolli (1748)

La chiesa si trova nel rione Regola di Roma, a circa metà (al n. 134B) di via Giulia. La facciata è rivolta a ovest/sud ovest, in un contesto ancora sconvolto dalle demolizioni iniziate nel 1938 per la costruzione di una strada fra ponte Mazzini e Corso Vittorio Emanuele, mai realizzata a causa della guerra.

## Denominazione
La chiesa, originariamente dedicata a San Trofimo, fu poi dedicata a San Filippo Neri e, a causa delle sue piccole dimensioni, fu soprannominata dalla popolazione romana "San Filippino".

## Storia
La chiesa fu eretta nel 1623 (o, secondo un'altra fonte, nel 1603) lungo via Giulia. Il committente dell'edificio era Rutilio Brandi, un guantaio originario di San Gimignano. Brandi era penitente di Filippo Neri e Governatore della Compagnia delle Santissime Piaghe di Gesù, istituto fondato nel 1617 e composto da fiorentini residenti a Roma. In quanto malato di gotta, Brandi fece dedicare la chiesa dedicata a San Trofimo, il protettore dei podagrosi. Inoltre, nell'edificio che incorpora la chiesa, Brandi fondò due opere di carità: un piccolo ospedale per i sacerdoti e un istituto per le ragazze povere, dedicato a San Filippo Neri. A causa di ciò, la dedica del santuario è cambiata nel tempo in quella a San Filippo Neri, l'"apostolo di Roma".
Nel 1728 la chiesa fu restaurata da Filippo Raguzzini per conto di papa Benedetto XIII (r. 1724-1730); il lavoro principale fu la nuova facciata, eretta tra maggio e ottobre 1728 con una spesa complessiva di 500 scudi. La facciata della chiesa fu tuttavia nuovamente demolita e ricostruita tra il 1767 e il 1768 con un progetto di Giovanni Francesco Fiori, in uno stile eclettico tra il Barocco e il Neoclassico. Nel 1797, quando i francesi, a causa del trattato di Tolentino, pretesero una grossa somma di denaro dal Papa, San Filippo fu l'unica chiesa a Roma a conservare il suo reliquiario d'argento, poiché il rettore della chiesa si rifiutò di consegnarlo a papa Pio VI (r. 1775-1799).
Poiché si trova a circa 100 metri dal Tevere, la chiesa fu gravemente danneggiata durante un'inondazione nel 1853, e per questo motivo fu restaurata sotto papa Pio IX (r. 1846-1878) nello stesso anno.
Nell'ambito dei lavori di demolizione ordinati nel 1938 da Benito Mussolini per la costruzione di un ampio viale tra Ponte Mazzini e la Chiesa Nuova, quasi tutti gli edifici intorno alla chiesa furono demoliti, e la chiesa stessa, profanata, fu risparmiata solo a causa dell'interruzione del progetto dovuta all'inizio della seconda guerra mondiale. Successivamente le opere d'arte ivi contenute scomparvero in mani finora sconosciute o andarono completamente perdute. L'edificio cadde poi in rovina: servì fra l'altro come deposito di legname e come deposito per il mercato ortofrutticolo del vicino vicolo della Moretta. Negli anni '60 tutte le finestre furono distrutte, la facciata ammalorò e il portale venne murato; questo stato durò diversi decenni. Nel 2000 l'edificio è stato restaurato, ma il suo uso rimane profano e non è accessibile.

## Descrizione

### Architettura

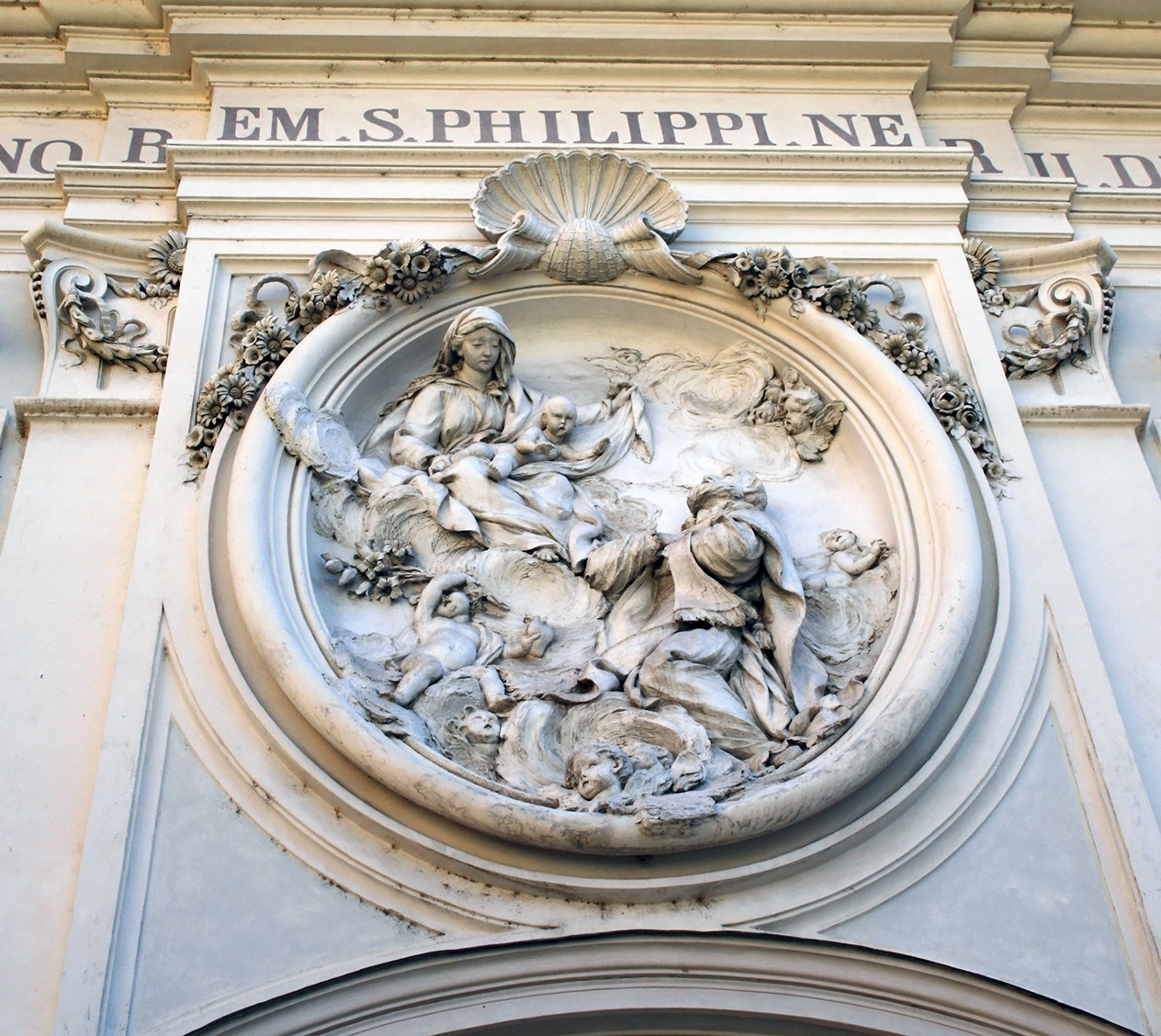
Il medaglione di stucco sulla facciata

La facciata del Fiori è una costruzione a tre assi e due piani. I tre assi sono scanditi da un ordine gigante formato da lesene di una variante dell'ordine ionico. Tra le volute dei capitelli sono inseriti dei festoni. Il portale è sormontato da un timpano ad arco segmentato continuo, mentre le aperture degli assi laterali sono semplicemente delineate. Al primo piano, l'asse centrale sporge in modo simile a un avancorpo, e l'elemento così creato contiene un alto medaglione ovale in stucco che rappresenta San Filippo accolto in cielo dalla Madonna e dal Bambino in una gloria di cherubini, affiancato da finestre decorate da figure in stucco. Le finestre laterali sono sormontate da timpani rilevati ad arco segmentato.
L'architrave, che sporge al di sopra degli elementi architettonici, è ornato dalla iscrizione dedicatoria DEO.IN.HONOREM.S.PHILIPPI.NERII.DICATUM Sopra di esso, c'è un timpano triangolare, anche sporgente, che racchiude un cartoccio (da cui discendono su entrambi i lati delle ghirlande) contenente lo stemma della compagnia.
Sulla facciata rivolta verso via Giulia l'edificio reca una tabella di proprietà in marmo con il motto della compagnia: Plagis plaga curatur ("Le piaghe dell'anima si curano con le calamità").

### Interno
Le dimensioni interne della piccola chiesa sono di 14 metri di lunghezza per 8,40 metri di larghezza. L'interno dell'edificio ha una sola navata e tre campate. Una particolarità è che l'asse centrale non è, come dovrebbe essere, perpendicolare alla facciata, ma è piegato di circa 20 gradi verso sud, il che è dovuto alle difficili condizioni spaziali al momento della costruzione. La chiesa ospitava su entrambi i lati tre cappelle molto strette. Il sistema delle volte è composto da volte a botte trasversali e sfalsate, che diminuiscono così in altezza verso la zona del coro. Gli archi doppi tra le botti sono sostenuti da pilastri di ordine toscano.
La chiesa aveva tre altari: quelli laterali furono consacrati da papa Benedetto XIII nel 1728. L'altare destro era ornato da un rilievo medievale rappresentante la Crocifissione originariamente ospitato nelle grotte vaticane, mentre il sinistro era sormontato da un dipinto di Filippo Zucchetti raffigurante San Trofimo che guarisce i podagrosi. Sull'altare maggiore si trovava in origine una copia di un dipinto di Guido Reni effigiante San Filippo (l'originale si trova presso la Chiesa Nuova). Nel 1853 questo fu sostituito da un dipinto di Albert Christoph Dies, tratto da un disegno di Tommaso Minardi, che raffigurava San Filippo portato in cielo dagli angeli.

## Oratorio
Lungo il vicino vicolo del malpasso, adiacente al lato nord della chiesa, si trovava il piccolo oratorio - ora demolito - della Compagnia delle Santissime Piaghe di Gesù, anch'esso in stato di degrado. Esso ospitava un dipinto attribuito a Federico Zuccari avente come soggetto Cristo sul monte degli Ulivi.